# قطعنامه ۲۰۷۴ شورای امنیت
قطعنامهٔ ۲۰۷۴ شورای امنیت سازمان ملل متحد سندی بین‌المللی دربارهٔ وضعیت در بوسنی و هرزگوین است. این قطعنامه طی نشست شورای امنیت سازمان ملل متحد در تاریخ ۱۴ نوامبر ۲۰۱۲ میلادی با ۱۵ رأی موافق، ۰ مخالف و ۰ ممتنع به تصویب رسید.